# Alles neu
Alles neu is een nummer van de Duitse muzikant Peter Fox uit 2008. Het is de eerste single van zijn soloalbum Stadtaffe.
Het nummer was de voorganger van de hit Haus am See, en bevat een sample uit de 7e symfonie van Dmitri Sjostakovitsj. "Alles neu" kent een optimistische tekst, en werd een hit in het Duitse taalgebied. In Duitsland bereikte het nummer de 4e positie.